# Тургинське сільське поселення
Турги́нське сільське поселення (рос. Тургинское сельское поселение) — сільське поселення у складі Олов'яннинського району Забайкальського краю Росії.
Адміністративний центр — село Турга.

## Історія
2014 року було утворено село Верхня Турга шляхом виділення частини із села Турга.

## Населення
Населення сільського поселення становить 580 осіб (2019; 694 у 2010, 902 у 2002).

## Склад
До складу сільського поселення входять:
| Населений пункт    | Населення, осіб (2002) | Населення, осіб (2010) |
| ------------------ | ---------------------- | ---------------------- |
| Верхня Турга, село | -                      | -                      |
| Турга, село        | 902                    | 694                    |